# Puerto efímero
Un puerto efímero es un puerto de protocolo de transporte de corta duración para comunicaciones de Protocolo de internet (IP). Los puertos efímeros se asignan automáticamente desde un rango predefinido en la familia de protocolos de internet. Un puerto efímero es usado de manera típica por el protocolo de control de transmisión (TCP), el protocolo de datagramas de usuario (UDP) o el protocolo de transmisión de control de flujo (SCTP) y los utilizan en la asignación de puerto para el extremo del cliente de una comunicación cliente-servidor a un puerto bien conocido en un servidor.
En los servidores, los puertos efímeros también se pueden usar como asignación de puerto para una de las puntas en una comunicación. Esto se hace para continuar las comunicaciones con un cliente que inicialmente se conectó a uno de los puertos bien conocidos de escucha (de servicio del servidor). Las aplicaciones de Protocolo de transferencia de archivos (FTP) y de llamada a procedimiento remoto (RPC) son dos ejemplos que pueden comportarse de esta manera. Tenga en cuenta que el término "servidor" aquí incluye estaciones de trabajo que ejecutan servicios de red que reciben conexiones iniciadas desde otros clientes (como por ejemplo, Protocolo de escritorio remoto).
Las asignaciones son temporales y solo son válidas durante la sesión de comunicación. Después de la finalización (o agotamiento del tiempo de espera) de la sesión de comunicación, los puertos estarán disponibles para su reutilización. Dado que los puertos se utilizan por solicitud, también se denominan puertos dinámicos.

## Rango numérico
La Internet Assigned Numbers Authority (IANA) sugiere el rango desde 49152 hasta 65535 (215+214 hasta 216−1) para los puertos dinámicos o puertos privados.
Muchos núcleos Linux utilizan el rango de puertos desde 32768 a 61000. FreeBSD ha utilizado el rango de puertos de la IANA desde la versión 4.6. Versiones previas, incluyendo Berkeley Software Distribution (BSD), usa los puertos 1024 a 5000 como puertos efímeros.
Los sistemas operativos Microsoft Windows desde XP usan el rango numérico de puertos que van desde 1025–5000 como puertos efímeros por defecto. Windows Vista, Windows 7 y Windows Server 2008 utilizan por defecto el rango señalado por la IANA. Windows Server 2003 usa el rango 1025–5000 por defecto, hasta que fue emitida la actualización de seguridad  MS08-037 emitida en 2008, después de la cual al ser instalada utiliza el rango de la IANA. Windows Server 2008 con Exchange Server 2007 instalado tiene por defecto el rango 1025–60000. Adicionalmente al rango por defecto, todas las versiones de Microsoft Windows (desde Windows 2000) tienen la opción de especificar un rango personalizado que esté ubicado entre 1025 y 65535.

## Características de configuración
Si se utiliza cierto software en el servidor que utilice rangos de puertos personalizados no efímeros para iniciar algunas conexiones adicionales, debe garantizarse mediante la configuración que este rango de puertos personalizados y el rango de puertos efímeros no se superpongan.